# Ion Bas
Ion Bas (n. 25 iunie 1933, Chirsova, județul Tighina – d. 5 martie 2005, Chișinău) a fost un cântăreț de muzică populară și de estradă.

## Biografie
Născut la 25 iunie 1933 în satul Chirsova din județul Tighina, urmează Școala medie de muzică „Ștefan Neaga” din Chișinău (1957-1961) cu Nicolae Chiosa (canto) și Ana Roșcovan (dirijat coral).
A fost solist al Filarmonicii (1961-1974), în Orchestra de muzică populară „Folclor” a Radioteleviziunii (1974-1987) la fel din Chișinău. Este profesor la Colegiul de muzică „Ștefan Neaga” din 1982.
A colaborat cu Tamara Ciobanu, Nicolae Chiosa, a evoluat pe scenă cu Angela Păduraru, Valentina Cojocaru ș.a.
A decedat la 5 martie 2005 la Chișinău și a fost înhumat la Cimitirul Central din Chișinău.

## Discografie
- Dragostea când dă în floare (1976)
- Mare-i dealul de la moară (1978)
- Când oi zice-odată hăi (1980)